# Chevrolet Lumina
El Chevrolet Lumina fue un vehículo de tamaño mediano producido por la división Chevrolet del fabricante automotriz estadounidense General Motors entre 1989 y 2001, en respuesta del ya exitoso Ford Taurus. Presentado en 1989 como modelo 1990, el plan fue sustituir al Chevrolet Celebrity.
Poseía tres diferentes carrocerías. Una versión cupe 2 puertas que se denominaría Chevrolet Beretta, una versión sedan 4 puertas y una versión monovolumen o minivan denominada Chevrolet Lumina APV.
Todos los Lumina fueron construidos en la Planta Ensambladora de Oshawa, en Ontario, Canadá. Siendo este el que tuvo la mayor longitud que cualquier otro coche de la plataforma W en ese momento.

## Primera generación (1990-1994)

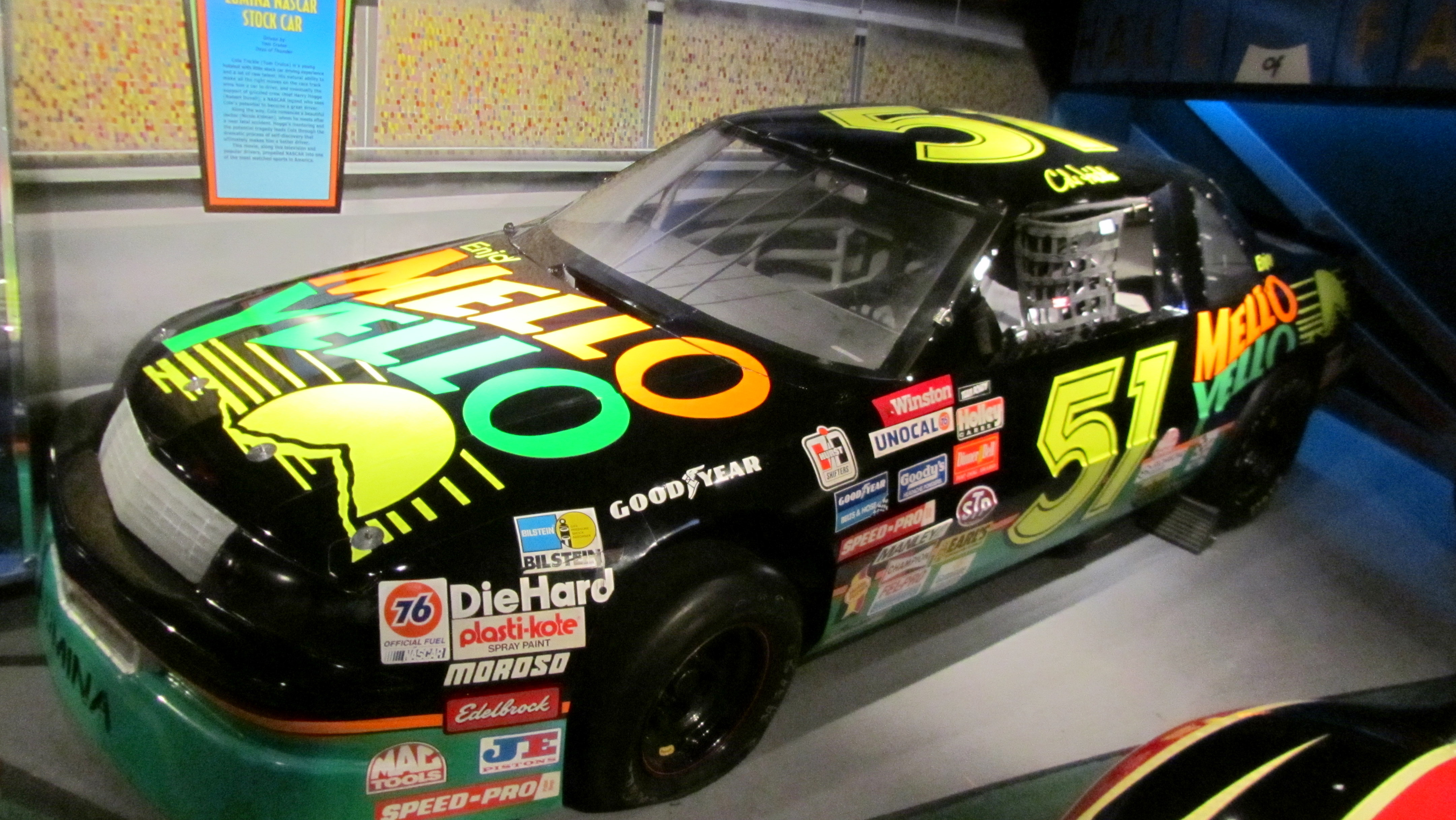
Lumina Nascar stock car

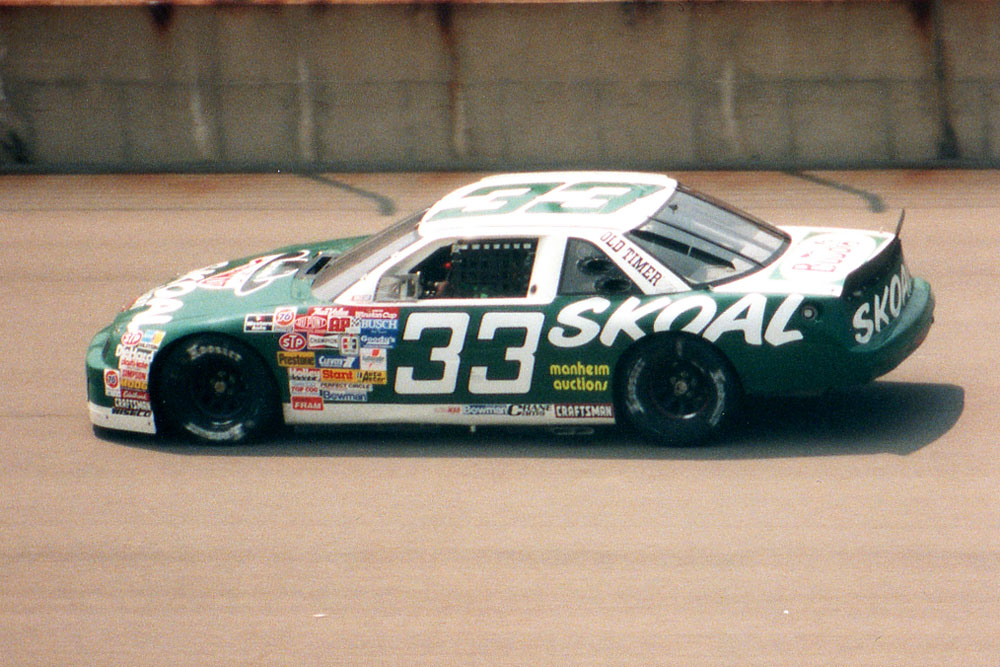
Harry Gant en su Lumina #33 en 1994.

En 1989, el nombre "Lumina" se convertiría en la insignia de identificación de los autos competidores en NASCAR, para Chevrolet. Más de un año antes de que estuviera disponible al público. Como resultado de esto, NASCAR recibió cartas de competidores inconformes acerca del gran desempeño de los autos de competición de Chevrolet, denominandolos autos de "aluminio".
El Chevrolet Lumina se basó en la plataforma de GM W, que fue compartida con el Pontiac Grand Prix, Oldsmobile Cutlass Supreme, Oldsmobile Intrigue, Buick Regal y Buick Century (después de 1996). Aunque el Lumina se convirtió en un automóvil popularmente vendido, GM fue muy criticado en la prensa del motor por llegar tarde al juego en la introducción de un competidor directo para el diseño aerodinámico del Ford Taurus. Anteriormente, el nombre de “Lumina” había sido considerado por Ford para la preproducción del Taurus.

### Motores
- 1990-1992: 2.5L (151 in³) Iron Duke l4.
- 1993: 2.2L (134 in³) 122 l4.
- 1990 -1994: 3.1L (191 in³) LHO V6.
- 1991-1994: 3.4 L DOHC (207 in³) LQ1 V6.

### Lumina Z34
Durante el primer año de venta, Chevrolet ofreció una versión de alto rendimiento del Lumina, denominada Z34. Contaba con una suspensión desportiva FE3 como equipamiento estándar, un motor LQ1 V6 de 210 hp, el cual compartía con la versión Lumina Euro 3.4L (sedán). Así com una transmisión manual Getrag 284 de 5 velocidades, doble salida de escape y sistema de frenado antibloqueo en las cuatro ruedas. Contaba también, con una transmisión automática, la cual disminuía el caballaje hasta los 200 hp, la cual era opcional. 
El rendimiento del auto incluía una aceleración de 0 a 97 km/h (0-60 mph) en 7.2 segundos, al cuarto de milla (~400 m) hacía 15 segundos, una velocidad tope de 209 km/h (130 mph). Un frenado de 47 metros de distancia (153 ft) a una velocidad de 97km/h (60 mph). Una aceleración lateral de 0.79 g (7.7 m/s²)
El Z34 también se caracterizó por cambios estéticos para mejorar el performance, como un frente único y fascias traseras. Molduras laterales y un alerón trasero, así como un capó abultado. En el interior portaba un volante de dirección personalizado y asientos deportivos. Portaba un sistema de audio Bose. La carrocería tenía disponible colores como el rojo, blanco, gris, plata y azul metálico, que lo diferenciaban de las demás versiones de Lumina. Para 1995, el Lumina Z34 fue remplazado con el Chevrolet Monte Carlo Z34.
La primera generación del Chevrolet Lumina terminó su producción en 1994, haciendo de esta la generación de vida más corta de la primera generación de coches de GM de la plataforma W.

## Segunda generación (1995-2001)
El Lumina recibió un importante rediseño en diciembre de 1995. El modelo Euro fue eliminado, sustituido por el acabado LS. El motor V6 de LHO se abandonó en favor del L82 V6, también conocido como el SFI 3100. Este Lumina también fue vendido con la policía (código de 9C3) y los paquetes de taxis después de que el Chevrolet Caprice fue abandonado después del año 1996.

## Otras versiones
Para 1998, el Holden Commodore fue vendido como Chevrolet Lumina en los mercados de Medio Oriente y Sudáfrica, y posteriormente en el sudeste de Asia. Una versión coupé basada en el Holden Monaro también fue vendida como el Coupé del Chevrolet Lumina.
Para 2006, se lanza el nuevo Holden Commodore en Australia. Y en 2007 fue rebautizado y exportado de Australia como la nueva generación del Chevrolet Lumina.